# Соломка Микола Вікторович
Мико́ла Ві́кторович Соло́мка (3 січня 1856 — 23 січня 1903) — військовий лікар-хірург, доктор медицини (1889), дійсний статський радник, Головний лікар лікарні при Покровському монастирі з 1893 по 1903 рік, одночасно, очолював Київський військовий госпіталь (1899—1902).

## Біографія
Народився 3 січня 1856 р. у сім'ї дійсного статського радника інженера шляхових сполучень в Катеринославській губернії. Після отримання загальної освіти в Ніжегородській класичній гімназії, в 1875 р. поступив до військово-медичної академії в Санкт-Петербурзі, яку закінчив лікарем з відзнакою.
По закінченню академії Микола Вікторович з 1881 р. був відряджений на Кавказ, де і проходив службу у місцевих госпіталях. 1887—1888 рр. М. В. Соломка провів в Імперській військово-медичній академії, де упродовж двох років вдосконалювався по хірургії. В березні 1889 р. у Військово-медичній академії він захистив докторську дисертацію на тему: «Высокое камнесечение. Материалы для оценки надлобкового камнесечения в России».
12 липня 1889 р. М. В. Соломка був призваний військово-польовим хірургом. 29 серпня 1889 р. його було відряджено на службу у Тифліський військовий госпіталь, де він зайняв посаду інспектора військово-фельдшерської школи.
За роки служби на Кавказі впродовж восьми років М. В. Соломка затверджувався в чині титулярний радником (1881 р.), Колезьким асесором із старшинством (1886 р.), надвірним радником (1888 р.).
6 грудня 1889 р. Миколу Вікторовича призначили старшим ординатором Київського військового госпіталю.
До Києва М. В. Соломка прибув у січні 1890 р. Професор Ф. К. Борнгаупт рекомендував його асистентом в хірургічну госпітальну клініку. 31 липня 1890 р. Микола Вікторович був затверджений асистентом у професора Ф. К. Борнгаупта, на посаді поєднуючи роботу по клініці з обов'язками старшого ординатора госпіталю, він працював до 26 травня 1893 р. Після закінчення строку служби на посаді асистента був обраний приват-доцентом Університету Святого Володимира.
На початку 90-х рр. XIX ст. Микола Вікторович Соломка знайомиться з Великою княгинею Олександрою Петрівною — засновницею Покровського монастиря у Києві.
В 1892 р. Олександра Петрівна перенесла важку операцію з приводу раку грудей, котру виконував професор Ф. К. Борнгаупт, а госпітальні хірурги М. В. Соломка і П. В. Бочаров йому асистували. В 1894 р. була проведена повторна операція, заради котрої лікар Соломка був змушений призупинити своє наукове відрядження закордон, куди він відправився у травні 1894 р. на два роки, побувавши в Німеччині та Франції. Саме Микола Вікторович супроводжував Олександру Петрівну у зарубіжних поїздках для лікування в 1893 р. і 1895 р. Як молодший лікар Великої княгині М. В. Соломка 30 серпня 1894 р. був назначений почесним лейб-хірургом Двору Його імператорської Величності будучи на посаді старшого ординатора Київського військового госпіталю.
З 1893 р. М. В. Соломка працював в лікарні при Покровському монастирі Головним лікарем, залишаючись при цьому старшим ординатором, консультантом, а пізніше Головним лікарем Київського військового госпіталю.
В пам'ять про дві успішно перенесені операції за участю цього хірурга Олександра Петрівна вирішила розширити невелику лікарню яка була при обителі. Впродовж 1893—1895 рр. лікарню реконструювали: з'явились прибудови, був проведений капітальний ремонт будівель, закуплені нові меблі, хірургічні та інші медичні інструменти і обладнання. В той же час була розширена безкоштовна амбулаторія, побудовано нову будівлю аптеки. Таким чином, в 1896 р. лікувальний заклад досяг значних розмірів, загалом майже на 500 ліжко-місць. М. В. Соломка у «Княжій лікарні» виконував обов'язки і Головного лікаря, і хірурга, і організатора, і керівника усієї медичної частини.
Для завідування терапевтичним відділом лікарні, розрахованої на 52 місця, Микола Вікторович запросив свого товариша по службі в госпіталі, старшого ординатора В. Ф. Бушуєва.
В 1898 р. лейб-хірургу Двору його Величності статському раднику М. В. Соломці був пожалуваний Орден Святої Анни 3-го ступеня, а 21 березня 1899 р. Найвищим наказом по військовому відомству № 12 він був відчислений з посади консультанта Київського військового шпиталю і залишався тільки «при Особе Ее Императорского Высочества Великой Княжне Александре Петровне».
Коли в 1899 р. на Волзі в Астраханській губернії спалахнула чума, Олександра Петрівна направила в осередок появи хвороби у складі спеціальної комісії сестер милосердя і лікарів своєї лікарні Лінтварєва, Демченко, Титова на чолі з М. В. Соломкою. 8—9 серпня 1899 р. ця група виїхала в містечко Царьов, де Микола Вікторович завідував медичною частиною в межах всього Царьовського повіту.
По прибуттю із Астраханської губернії 20 листопада 1899 р. М. В. Соломка назначається Головним лікарем Київського військового госпіталю. Ставши керівником госпіталю, він доклав максимум зусиль, щоб активізувати наукову діяльність закладу.
М. В. Соломка став ініціатором заснування в складі шпиталю самостійного отоларингологічного відділення, об'єднавши в ньому «ушных» хворих із хірургічного відділення і «носовых и горловых» — із першого терапевтичного відділення. Це було перше спеціалізоване відділення для лікування ЛОР-хвороб в Україні, його завідувачем назначили старшого ординатора госпіталю М. П. Трофімова. Завдяки старанням Миколи вікторовича в госпіталі був встановлений один з перших в Києві (та і у всій Російській імперії) рентгенівський кабінет. За його клопотанням і під його безпосереднім керівництвом був відкритий зуболікувальний кабінет. За прикладом Київського військового шпиталю стоматологічні кабінети почали відкриватися в госпіталях та лазаретах Київського та інших військових округів.
13 квітня 1900 р. померла засновниця лікарні Покровського монастиря Олександра Петрівна. Її смерть стала важким ударом для Миколи Вікторовича, який дуже переживав за майбутнє лікарні, головним лікарем котрої він так і залишався, будучи таким чином одночасно керівником двох найбільших лікувальних закладів Києва. Все це негативно відбилось на стані його здоров'я.
28 квітня 1902 р. за відзнаки по службі М. В. Соломка був підвищений в дійсні статські радники. У грудні 1902 р. він був назначений з підвищенням — корпусним лікарем 21-го армійського корпусу, однак на цій посаді практично не служив, так як через місяць, 23 січня 1903 року він помер.